# کیش (شهر)
شهر کیش، مرکز بخش کیش از شهرستان بندر لنگه در استان هرمزگان در جنوب ایران است. این شهر در جزیرهٔ کیش قرار دارد.

## جمعیت
بر پایه سرشماری عمومی نفوس و مسکن در سال ۱۳۹۵ جمعیت این مکان ۳۹٬۸۵۳ نفر (۱۳٬۴۰۳ خانوار) بوده‌است.

## نگارخانه

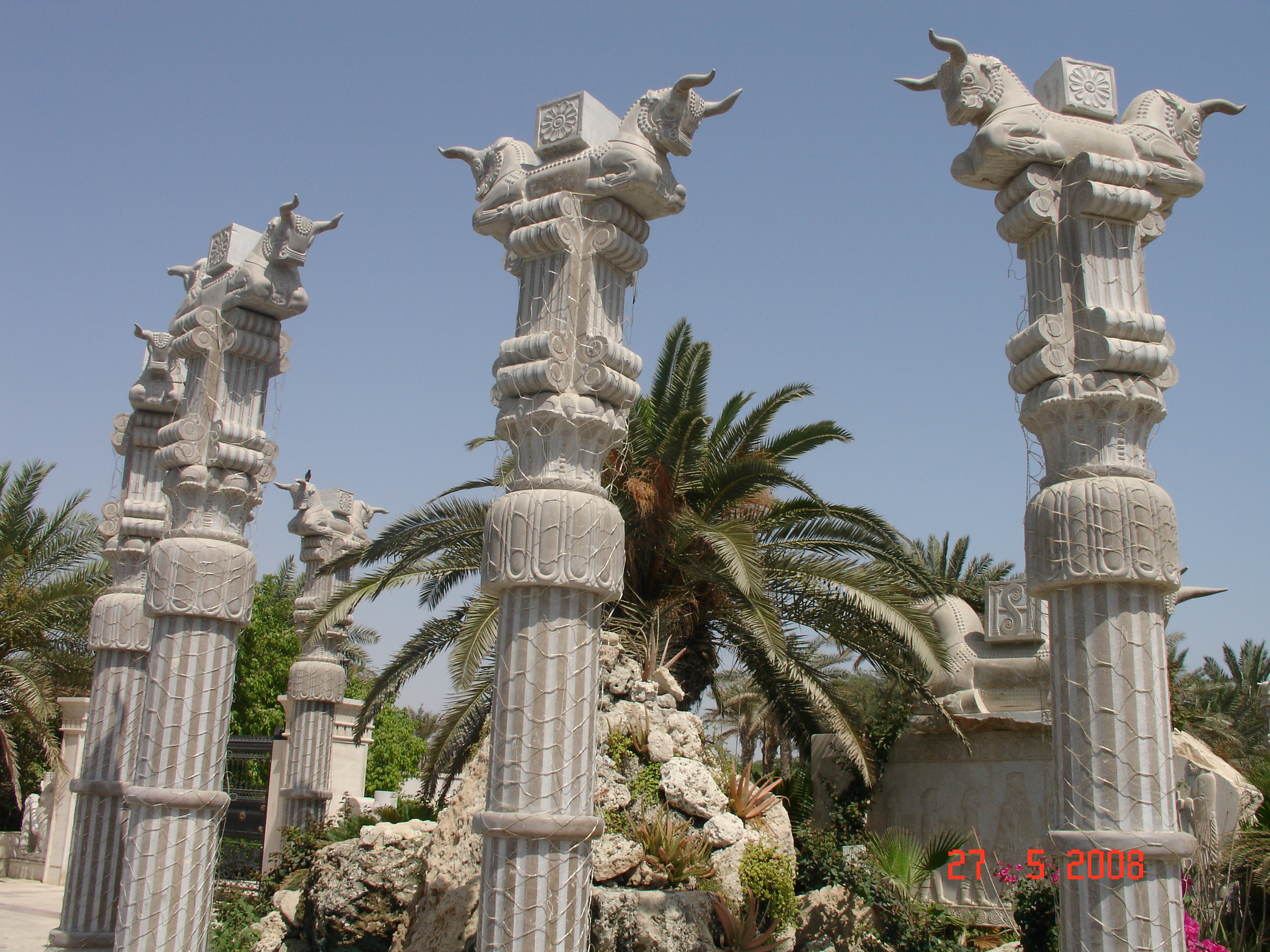
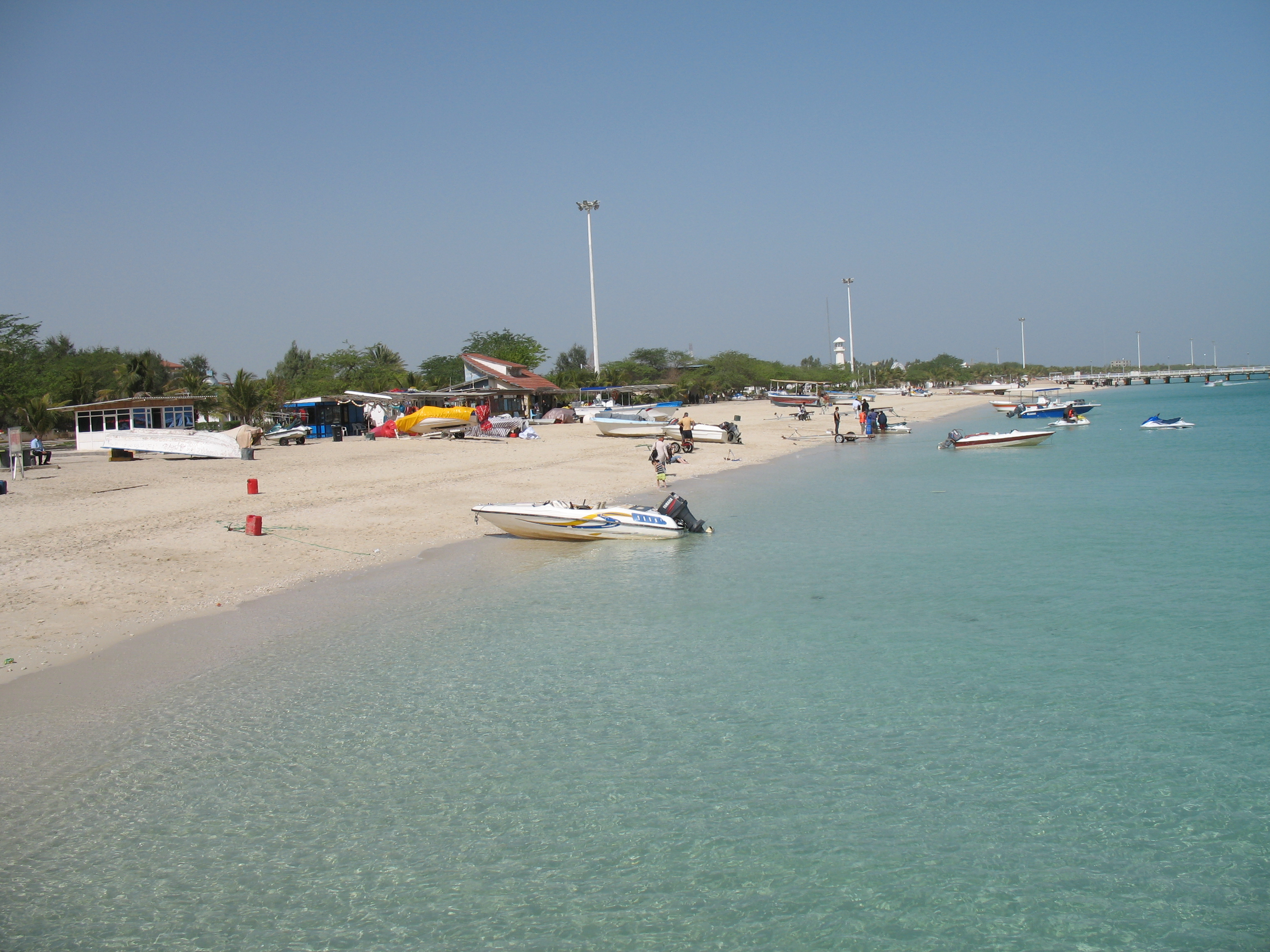
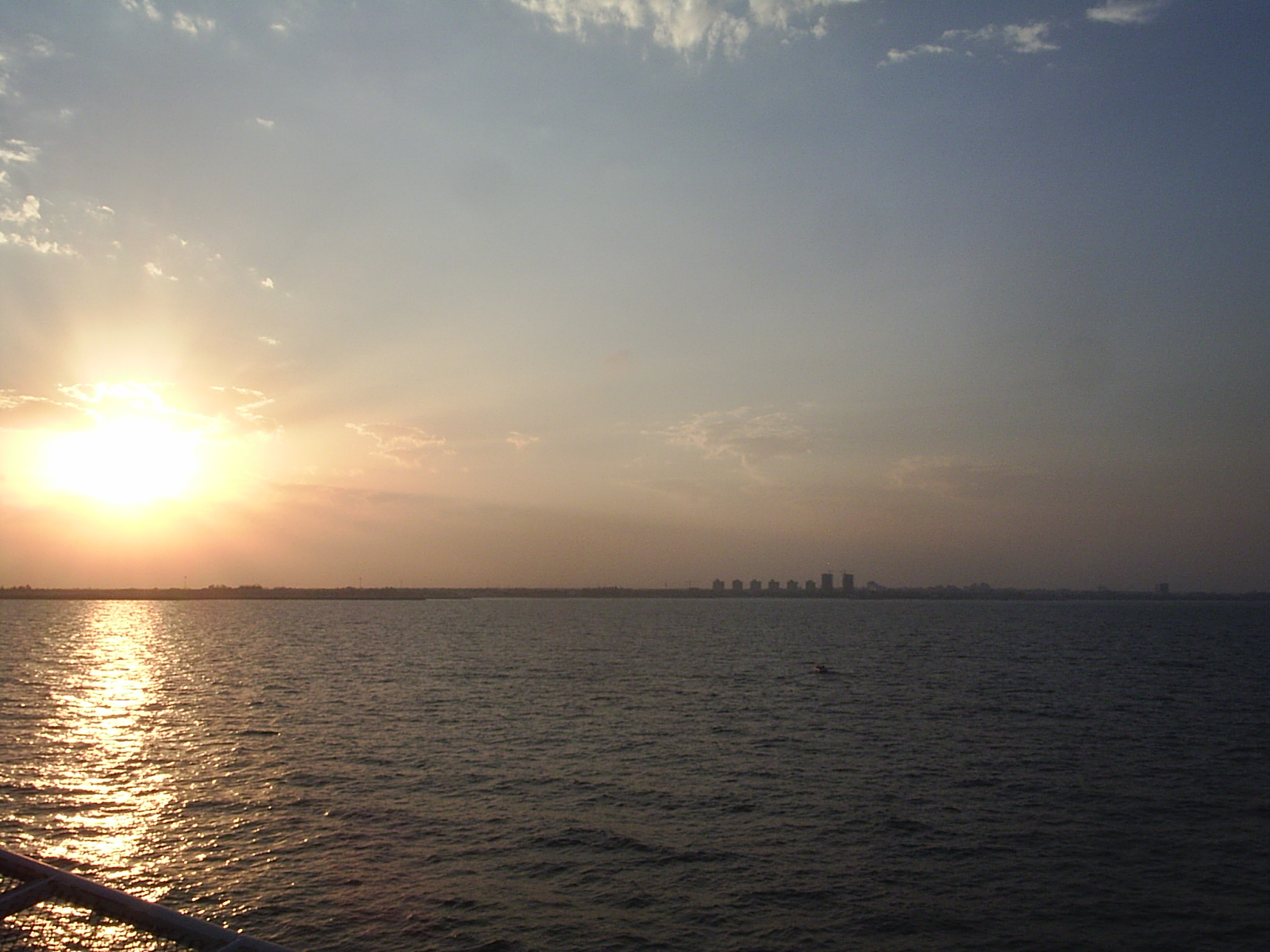
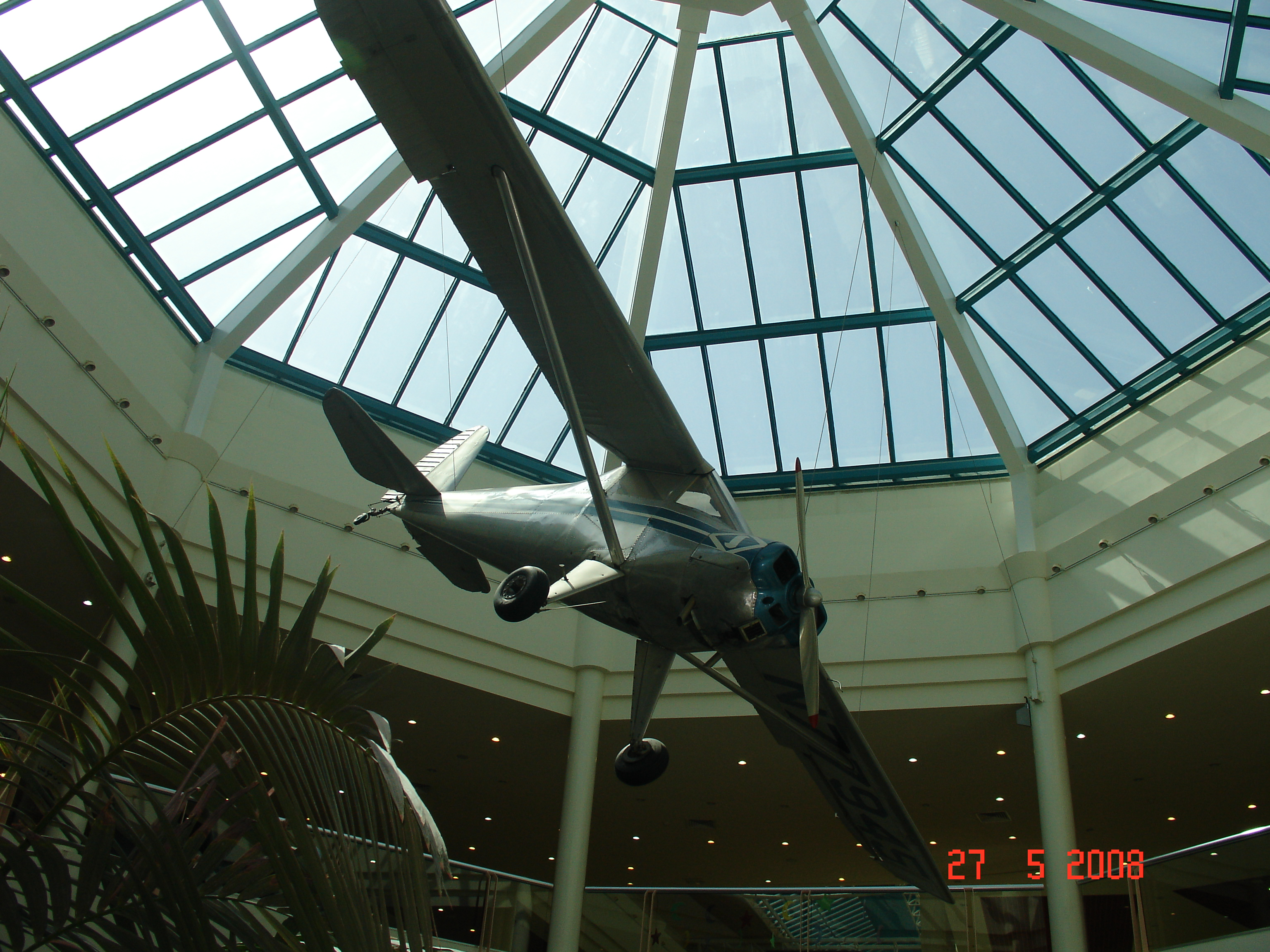
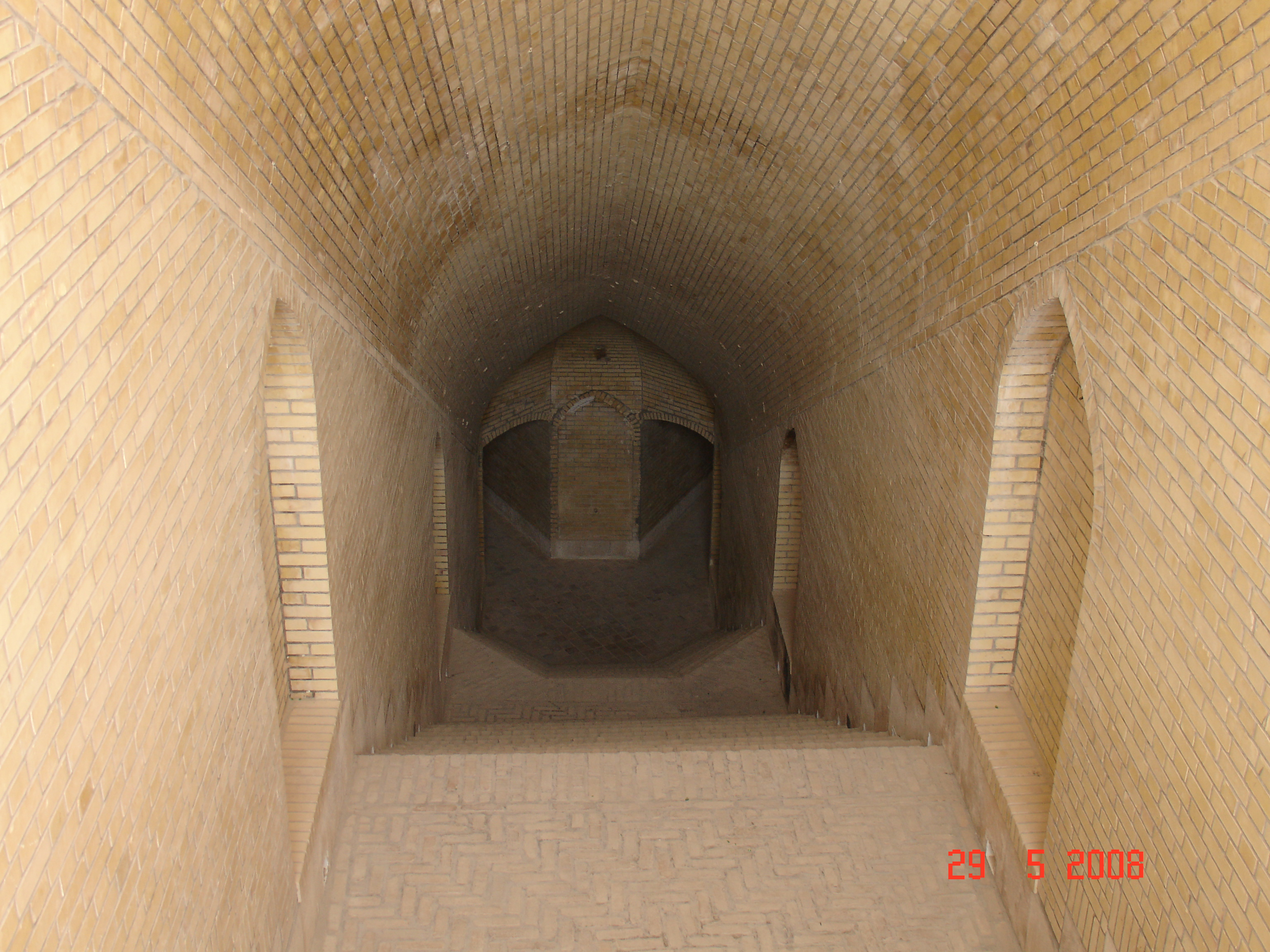
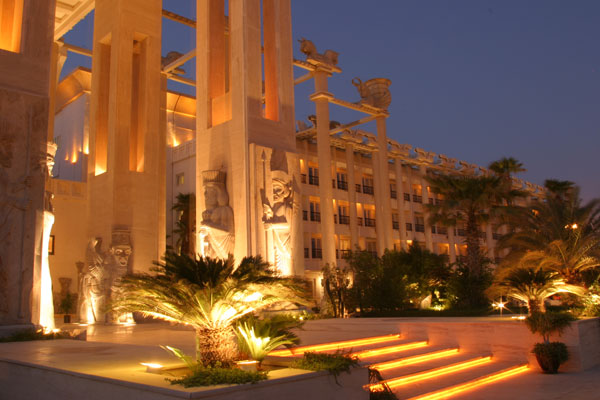
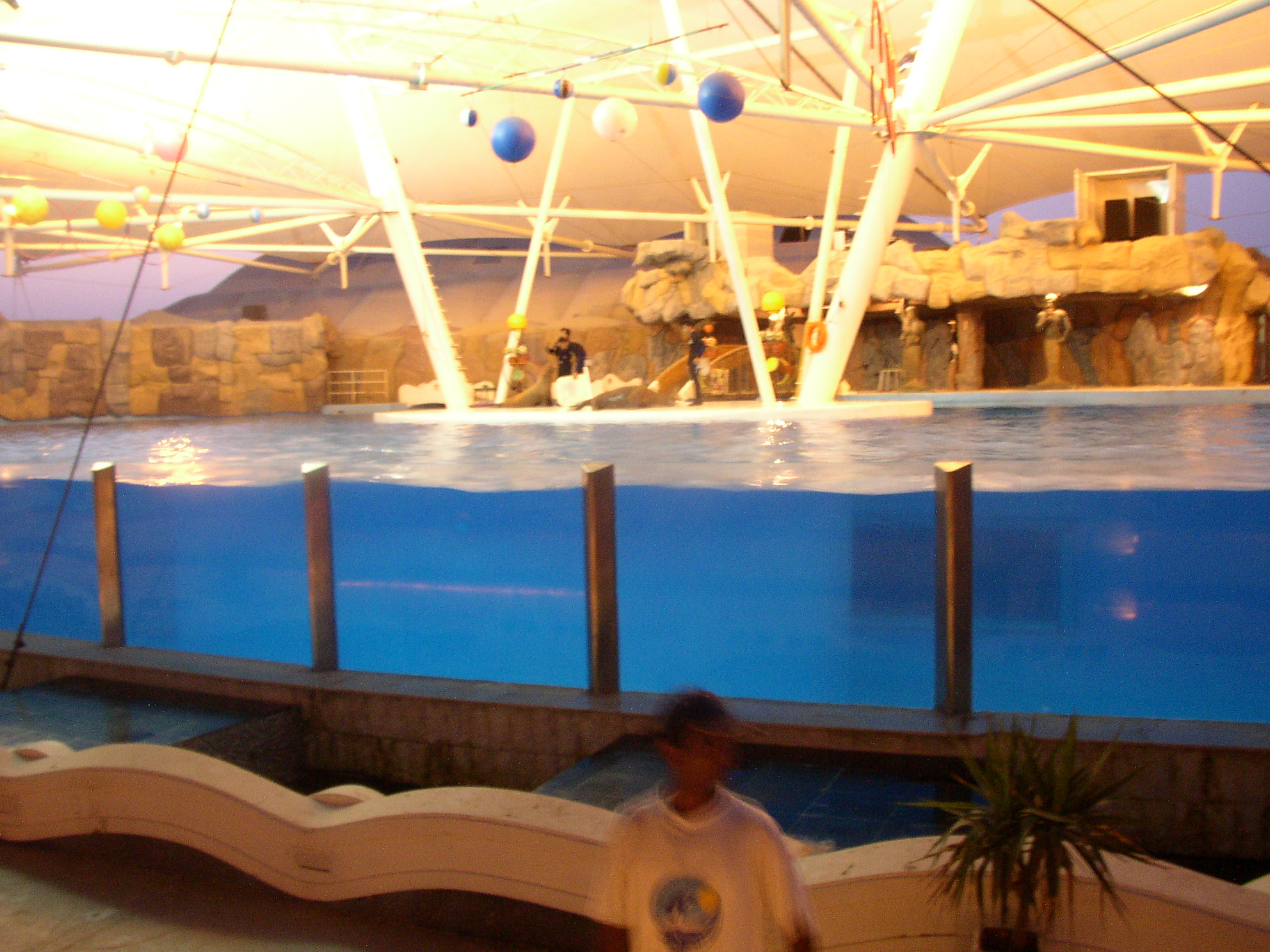